# Miles Fitzalan-Howard, 17. hertug af Norfolk, 4. baron Howard af Glossop
Generalmajor Miles Francis Stapleton Fitzalan-Howard,  17. hertug af Norfolk, 4. baron Howard af Glossop, 12. baron Beaumont, KG, GCVO, CB, CBE, MC,  DL (født 21. juli 1915, død 24. juni 2002) var en britisk general og titulær hertug. Han var den ældste søn af Bernard Fitzalan-Howard, 3. baron Howard af Glossop og dennes hustru Mona Fitzalan-Howard (født som Mona  Stapleton), der var den 11. baronesse Beaumont. 
Ved sine forældres død i 1971 og 1972 arvede Miles Fitzalan-Howard deres titler. Dermed blev baron. I 1975 arvede han desuden hertugdømmet Norfolk fra Bernard Fitzalan-Howard, 16. hertug af Norfolk, 13. lord af Herries af Terregles, der var en slægtning både til ham selv og til hans hustru.

## Familie
I 1949 giftede Miles Fitzalan-Howard sig med Anne Mary Teresa Constable-Maxwell (oldedatter af den 10. lord af Herries af Terregles (William Constable-Maxwell) fra den skotske slægt Constable-Maxwell). 
Parret fik tre døtre og to sønner. En af døtrene giftede sig med TV-værten David Frost. En af sønnerne (Edward Fitzalan-Howard, 18. hertug af Norfolk) blev den næste hertug af Norfolk i 2002.

## Hertug af Norfolk
Miles Fitzalan-Howard arvede titlen som hertug af Norfolk fra en slægtning i 1975. Titlen hertug af Norfolk er den fornemste hertug-titel i hele det forenede kongerige (se det Forenede  Kongerigers Adelskalendere)  (eng. The Premier Duke). Samtidigt fik han det ene af de to arvelige pladser i Overhuset, og han blev Earl Marshal.

## Jarl af Arundel
Miles Fitzalan-Howard var den 35. Jarl af Arundel. Jarlen af Arundel er knyttet til et jarl-dømme, og det er den ældste bevarede titel i den Engelske adelskalender. Titlen jarl af Arundel er den fornemste Jarl-titel i de Forenede Kongerigers Adelskalendere (eng. The Premier Earl). Arundel lægger navn til hertugerne af Norfolks residens nemlig Arundel Castle.

## Earl Marshal
Fra 1975 til 2002 besad Miles Fitzalan-Howard det arvelige embede som Earl Marshal. Indehaveren af dette embede skal bl.a. arrangere kongekroninger, indsættelser af fyrster (prinser) af Wales og statsbegravelser. Desuden er Earl Marshallen leder af College of Arms, der regulerer den engelske, walisiske og nordirske adels heraldik.